# Liste der Biografien/Sis
Liste der Biografien |
Portal Biografien |
Personensuche
# |
A |
B |
C |
D |
E |
F |
G |
H |
I |
J |
K |
L |
M |
N |
O |
P |
Q |
R |
S |
T |
U |
V |
W |
X |
Y |
Z |
?
 
Sa |
Sb |
Sc |
Sd |
Se |
Sf |
Sg |
Sh |
Si |
Sj |
Sk |
Sl |
Sm |
Sn |
So |
Sp |
Sq |
Sr |
Ss |
St |
Su |
Sv |
Sw |
Sy |
Sz
 
Sia |
Sib |
Sic |
Sid |
Sie |
Sif |
Sig |
Sih |
Sii |
Sij |
Sik |
Sil |
Sim |
Sin |
Sio |
Sip |
Siq |
Sir |
Sis |
Sit |
Siu |
Siv |
Siw |
Six |
Siy |
Siz
Die Liste der Biografien führt alle Personen auf, die in der deutschsprachigen Wikipedia einen Artikel haben. Dieses ist eine Teilliste mit 153 Einträgen von Personen, deren Namen mit den Buchstaben „Sis“ beginnt.

## Sis
- Sis, Michael (* 1960), US-amerikanischer Geistlicher und römisch-katholischer Bischof von San Angelo
- Sís, Peter (* 1949), tschechoslowakischer, US-amerikanischer Bilderbuchkünstler und Trickfilmzeichner

### Sisa
- Sisa, Bartolina († 1782), Ehefrau von Tupac Katari
- Sisa, Hans (* 1948), österreichischer Maler, Bildhauer und Opernsänger (Bass)
- Sisak, Sebastien (* 1981), armenisch-französischer Theater- und Filmschauspieler und ehemaliger Polizist und Jurist
- Sisam, Kenneth (1887–1971), neuseeländischer Lexikograf, Philologe, Autor, Gelehrter und Verleger
- Sisamci, Damhat (* 1993), deutscher Politiker (SPD), MdL
- Sisamnes, persischer RichterSisamnes

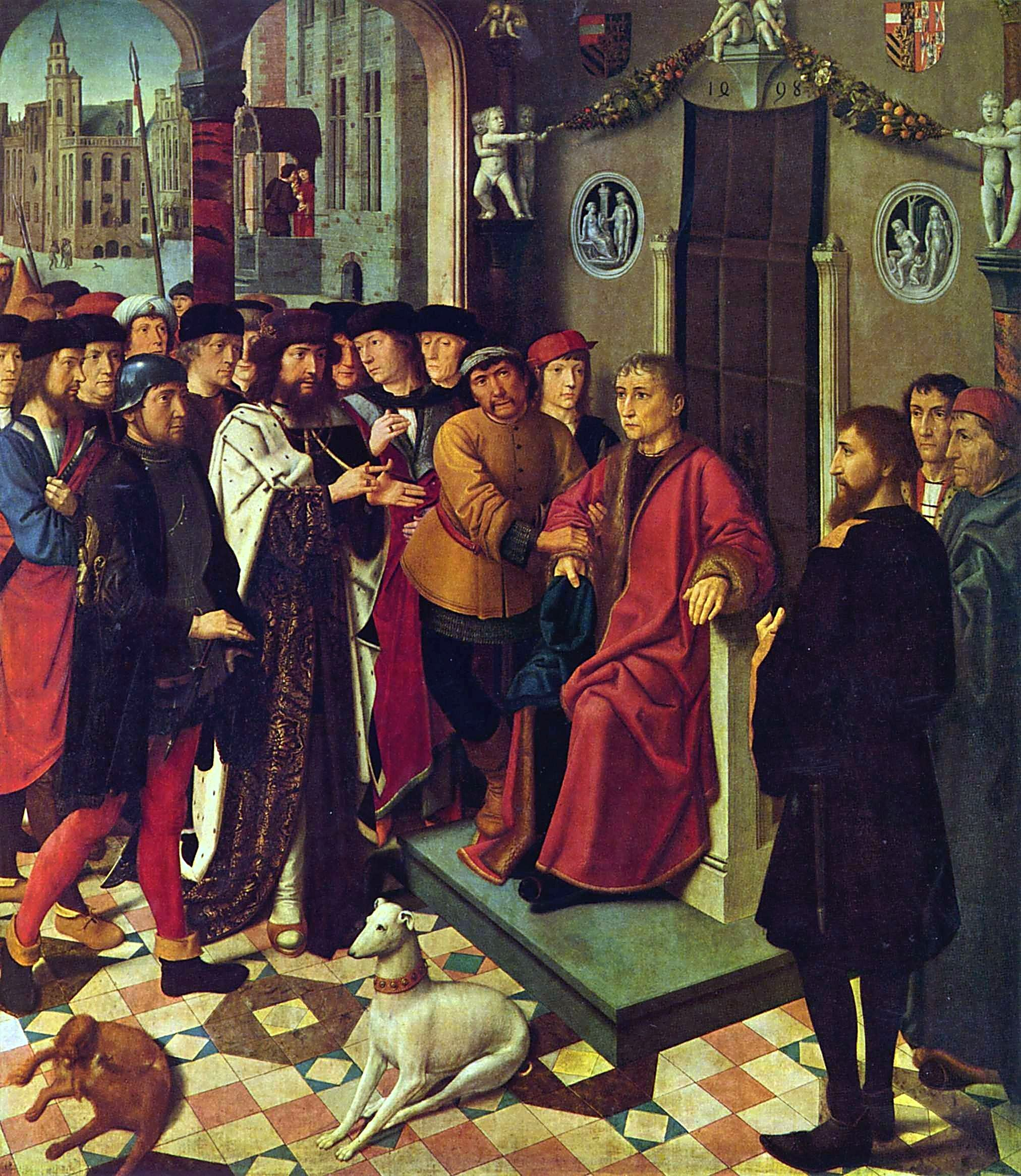
Sisamnes

- Sisask, Siiri (* 1968), estnische Sängerin und Politikerin, Mitglied des Riigikogu
- Sisask, Urmas (1960–2022), estnischer Komponist
- Sisavang Vong (1885–1959), König von Laos (1904–1959)
- Sisay, Sheriff S. (1935–1989), gambischer Politiker
- Sisay-Sabally, Hawa, gambische Juristin und Politikerin

### Sisc
- Sisco, Bobby (1932–2005), US-amerikanischer Rockabilly- und Country-Musiker
- Sisco, Joseph J. (1919–2004), US-amerikanischer Diplomat, Wirtschaftsmanager und Universitätspräsident
- Sisco, Kristina (* 1982), US-amerikanische Schauspielerin
- Sisco, Lorraine (* 1978), deutschstämmige Regisseurin und Produzentin von Erotikfilmen
- Siscoe, George L. (1937–2022), US-amerikanischer Physiker

### Sise
- Sisebut († 621), König der Westgoten
- Sisenand († 636), König der Westgoten (631–636)
- Sisenna Statilius Taurus, römischer Konsul 16
- Sisenna, Lucius Cornelius, römischer Militär und Rhetor
- Sisera, kannanäischer Heerführer der Bibel
- Sisera, Luca (* 1975), Schweizer Jazzmusiker
- Șișeștean, Ioan (1936–2011), rumänischer Bischof von Maramureș

### Sish
- Sishuba, Ayanda (* 2005), belgisch-südafrikanischer Fußballspieler

### Sisi
- Sisi, Abd al-Fattah as- (* 1954), ägyptischer Staatspräsident und FeldmarschallAbd al-Fattah as-Sisi (* 1954)

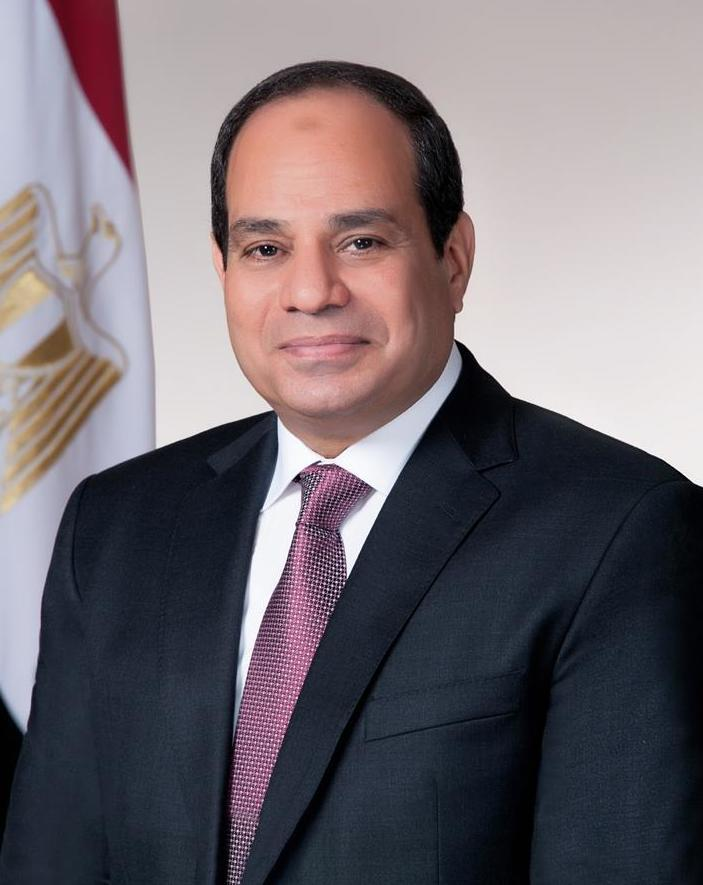
Abd al-Fattah as-Sisi (* 1954)

- Šišić, Almedina (* 2006), österreichische Fußballspielerin
- Šišić, Ferdo (1869–1940), jugoslawischer Historiker
- Sisikottos, indischer Heerführer
- Sisikowa, Jana Dmitrijewna (* 1994), russische Tennisspielerin
- Sisilianos, Giorgos (1920–2005), griechischer Komponist
- Sisimithres, sogdianischer Territorialherr
- Sisinios II. († 998), Patriarch von Konstantinopel (996–998)
- Sisinnius († 708), Papst
- Sisinnius, Gegenpapst
- Sisinnius I. von Konstantinopel, Erzbischof von Konstantinopel
- Sisisky, Norman (1927–2001), US-amerikanischer Politiker

### Sisk
- Sisk, Bernice F. (1910–1995), US-amerikanischer Politiker
- Sisk, Mark S. (* 1942), US-amerikanischer anglikanischer Bischof
- Sisk, Pieter (* 1999), belgischer Mittelstreckenläufer
- Siska, Darul (* 1954), indonesischer Politiker
- Siska, Katrin (* 1983), estnische PopsängerinKatrin Siska (* 1983)

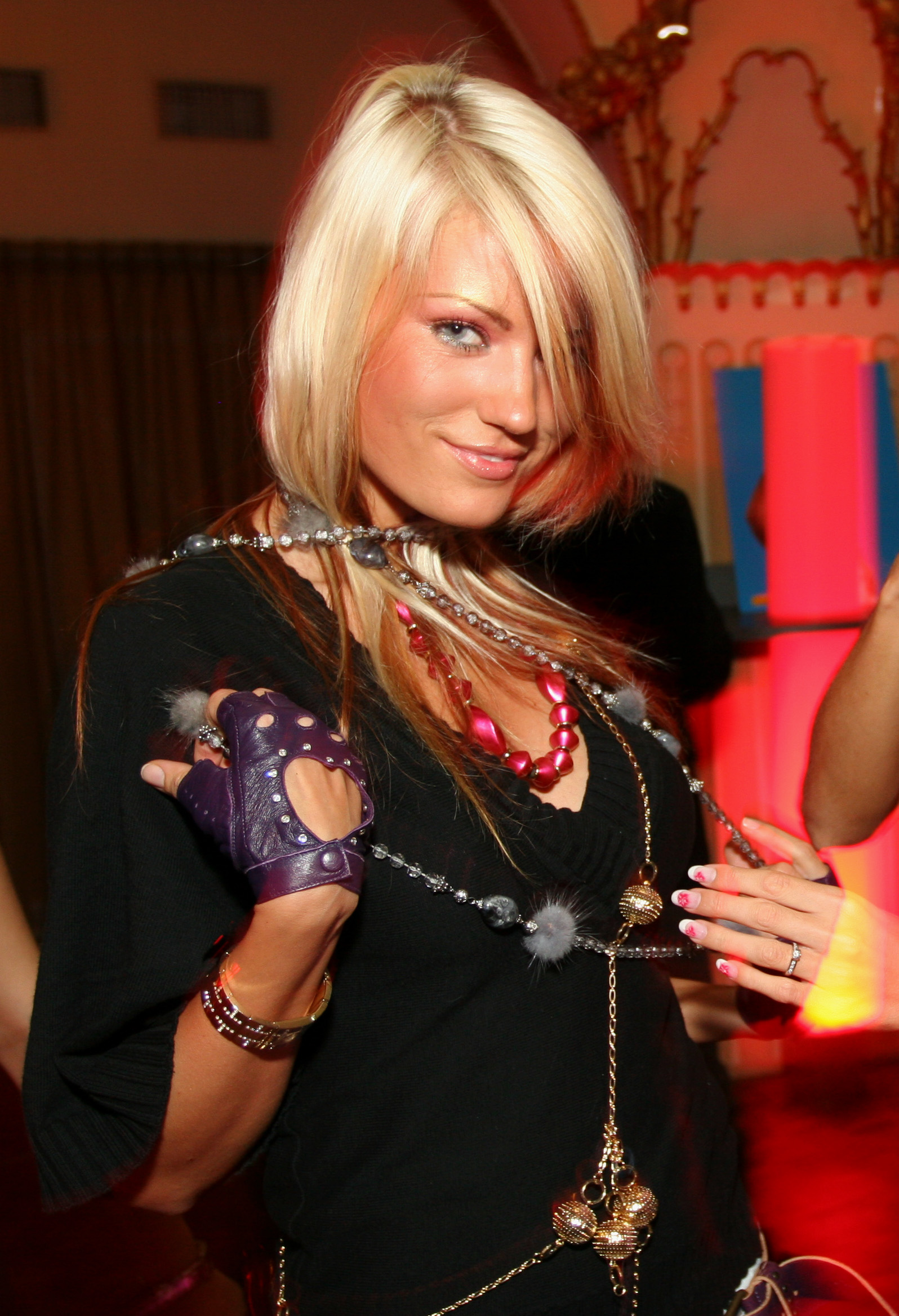
Katrin Siska (* 1983)

- Siska, Xénia (* 1957), ungarische Hürdenläuferin
- Šiškauskas, Ramūnas (* 1978), litauischer Basketballspieler
- Siske, Christian (1896–1934), russlanddeutscher römisch-katholischer Geistlicher und Märtyrer
- Siskel, Charlie, Regisseur, Drehbuchautor und Filmproduzent
- Siskel, Gene (1946–1999), US-amerikanischer Journalist, Filmkritiker und Fernsehmoderator
- Šiškevičius, Evaldas (* 1988), litauischer Radrennfahrer
- Siskind, Aaron (1903–1991), US-amerikanischer Fotograf
- Siskind, Jacob (1928–2010), kanadischer Musikkritiker
- Šiško, Andrej (* 1969), slowenischer rechtsextremer Politiker und Aktivist
- Šišková, Anna (* 1960), slowakische Schauspielerin
- Sisková, Anna (* 2001), tschechische Tennisspielerin
- Sisková, Kateřina (* 1974), tschechische Tennisspielerin
- Siskovics, Joseph von (1719–1783), kaiserlicher Feldmarschall-Lieutenant und Kommandeur des Maria-Theresia-Ordens, 1756 Freiherr, 1775 Graf
- Šiškovski, Damjan (* 1995), nordmazedonischer Fußballspieler

### Sisl
- Sisler, George (1893–1973), US-amerikanischer Baseballspieler und -manager
- Šisler, Jiří (* 1984), tschechischer Fußballspieler
- Sisley, Alfred (1839–1899), britischer Maler des ImpressionismusAlfred Sisley (1839–1899)

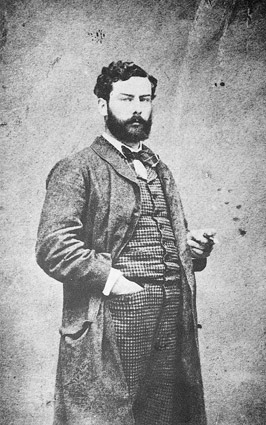
Alfred Sisley (1839–1899)

- Sisley, Jamie (* 1982), US-amerikanischer Filmregisseur und Drehbuchautor
- Sisley, Tomer (* 1974), israelisch-französischer Schauspieler und KomikerTomer Sisley (* 1974)

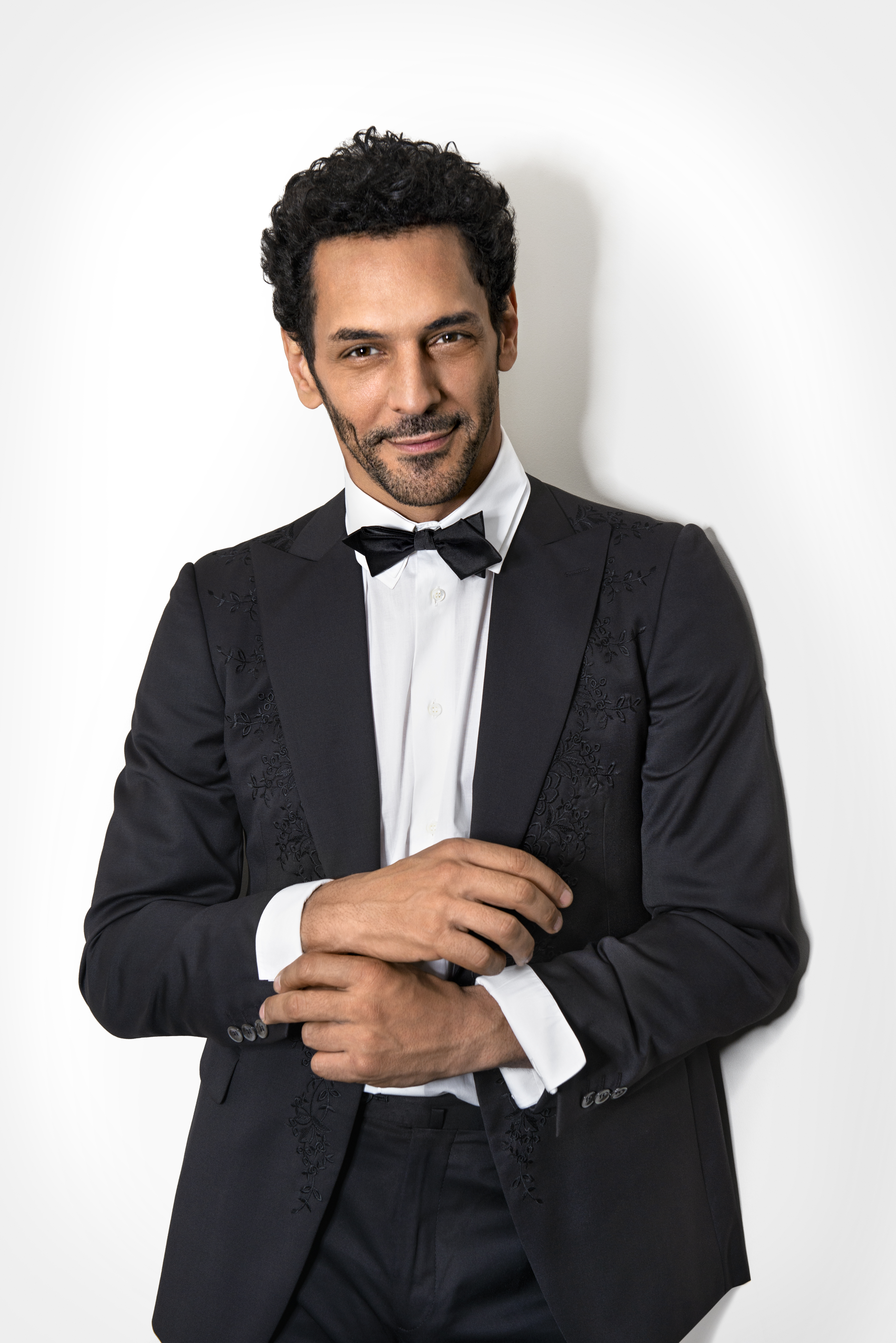
Tomer Sisley (* 1974)

- Sislin, Boris Dawidowitsch (1928–2010), russischer Chirurg, Anästhesist und Intensivmediziner

### Sism
- Sisman, Nadir (* 1988), deutscher Schauspieler
- Şişman, Sibel (* 1991), türkische Schauspielerin
- Şişman, Yüksel (* 1995), türkischer Fußballspieler
- Şişmanoğlu, Ömer (* 1989), türkisch-deutscher Fußballspieler
- Sismondi, Jean-Charles-Léonard Simonde de (1773–1842), Schweizer Ökonom und Historiker

### Sisn
- Sisniega Campbell, Marcel (1959–2013), mexikanischer Schachspieler

### Siso
- Sisolak, Steve (* 1953), US-amerikanischer Politiker
- Sison, Jesus J. (1918–2004), philippinischer römisch-katholischer Geistlicher, Bischof von Tarlac
- Sison, José María Canlás (1939–2022), philippinischer Autor und Politiker
- Sison, Juan (1912–1981), philippinischer Geistlicher und Erzbischof von Nueva Segovia
- Sison, Michele J. (* 1959), amerikanische Diplomatin
- Sisonenko, Alexander Alexejewitsch (1959–2012), sowjetischer Basketballspieler
- Sisoulath, Phongsavanh, Botschafter der Volksrepublik Laos in London
- Sisoulith, Thongloun (* 1945), laotischer Politiker
- Šišov, Tihhon (* 1983), estnischer Fußballspieler
- Šišovský, Ján (* 1945), slowakischer Mittelstreckenläufer
- Sisowath I. (1840–1927), König von Kambodscha
- Sisowath Monivong (1875–1941), König von Kambodscha
- Sisowath Sirik Matak (1914–1975), kambodschanischer Politiker und Mitglied der königlichen Familie der Sisowath
- Sisoyeva, Marina (* 1993), usbekische Gewichtheberin

### Sisq
- Sisqó (* 1978), US-amerikanischer R&B- und Pop-Sänger

### Siss
- Sissa, Giulia (* 1954), italienische Historikerin und Philosophin
- Sissakis, Dario (* 1998), deutscher TurnerDario Sissakis (* 1998)

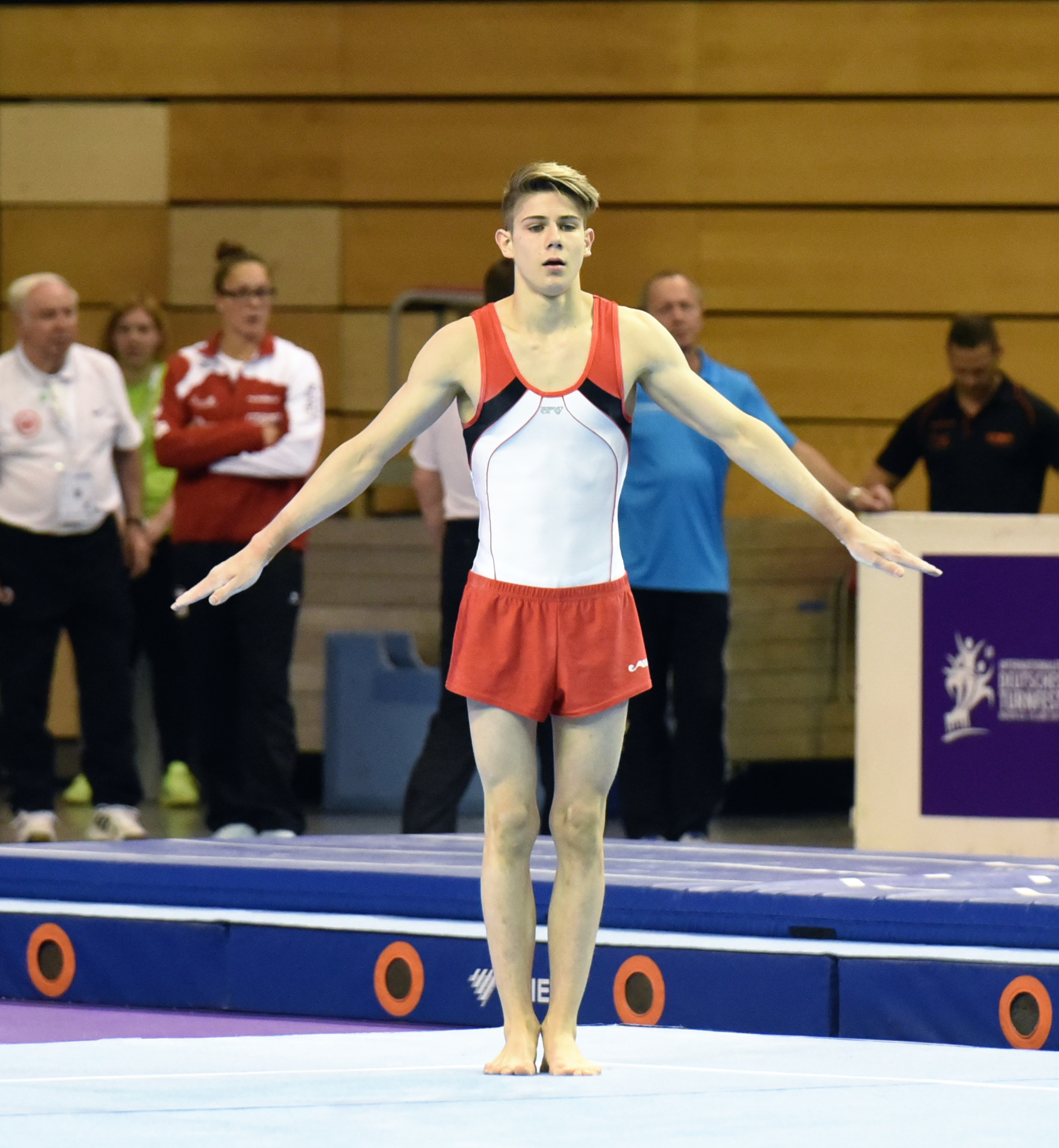
Dario Sissakis (* 1998)

- Sissakjan, Alexei Norairowitsch (1944–2010), russischer Physiker
- Sissakjan, Norair Martirossowitsch (1907–1966), armenisch-russischer Biochemiker, Astrobiologe und Hochschullehre
- Sissako, Abderrahmane (* 1961), mauretanischer Filmregisseur und Filmproduzent
- Sissako, Moussa (* 2000), malischer Fußballspieler
- Sissal (* 1995), färöische Sängerin
- Sissaouri, Guivi (* 1971), georgisch-kanadischer Ringer
- Sissi (* 1967), brasilianische FußballspielerinSissi (* 1967)

Sissi (* 1967)

- Sissi (* 1999), italienische Popsängerin
- Sissikin, Juri Fjodorowitsch (* 1937), sowjetischer Fechter
- Sissing, Bianca (* 1979), Schweizer Schönheitskönigin, Miss Schweiz
- Sissinios († 1632), Kaiser von Äthiopien
- Sissle, Noble (1889–1975), amerikanischer Jazzmusiker und Liedtext-Lyriker
- Sissohore, Sainey (* 1998), gambische Fußballspielerin
- Sissokho, Issouf (* 2002), malischer Fußballspieler
- Sissokho, Youba (* 1991), spanischer Boxer
- Sissoko, Abdoul (* 1990), malisch-französischer Fußballnationalspieler
- Sissoko, Ballaké (* 1967), malischer Kora-Spieler
- Sissoko, Cheick Oumar (* 1945), malischer Filmemacher und Politiker
- Sissoko, Django (1948–2022), malischer Politiker
- Sissoko, Djenebou (* 1979), malische Basketballspielerin
- Sissoko, Fily Dabo (1900–1964), malischer Politiker und Schriftsteller, Mitglied der Nationalversammlung (Frankreich)
- Sissoko, Fodé (* 1996), malischer Sprinter
- Sissoko, Habib (* 1959), malischer Judoka
- Sissoko, Ibrahim (* 1991), ivorischer Fußballspieler
- Sissoko, Ibrahim (* 1995), französisch-malischer FußballspielerIbrahim Sissoko (* 1995)

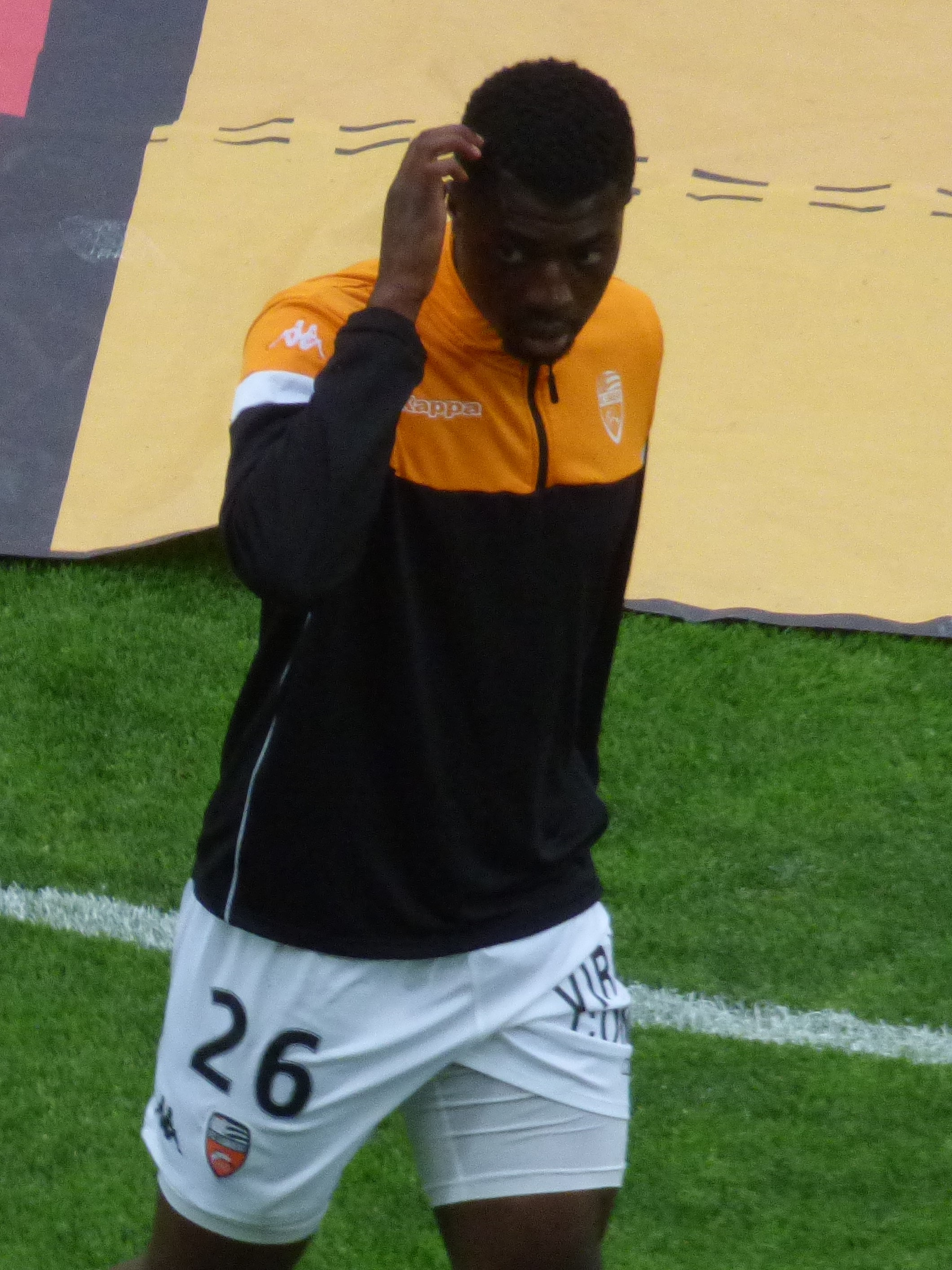
Ibrahim Sissoko (* 1995)

- Sissoko, Ibrahima (* 1997), französischer Fußballspieler
- Sissoko, Mahamadou (* 1988), malisch-französischer Fußballspieler
- Sissoko, Mohamed (* 1985), malischer Fußballspieler
- Sissoko, Moussa (* 1989), französischer Fußballspieler
- Sissoko, Oumar (* 1987), mailisch-französischer Fußballspieler
- Sissoko, Teninsoun (* 1992), französische Fußballspielerin
- Sisson, Allen (1873–1951), US-amerikanischer Old-Time-Musiker
- Sisson, Bridie, neuseeländische Schauspielerin
- Sisson, Emily (* 1991), US-amerikanische Leichtathletin
- Sisson, Fred (1879–1949), US-amerikanischer Politiker
- Sisson, Henry Tillinghast (1831–1910), US-amerikanischer Politiker
- Sisson, Jonathan († 1749), englischer Optiker und Messinstrumentenbauer
- Sisson, Thomas U. (1869–1923), US-amerikanischer Politiker
- Sissons, Colton (* 1993), kanadischer Eishockeyspieler

### Sist
- Sister Carol (* 1959), jamaikanische Reggaesängerin und Schauspielerin
- Sister Dora (1832–1878), anglikanische Nonne und Krankenschwester
- Sister Fa (* 1982), senegalesische Rapperin und Aktivistin gegen Genitalverstümmelung
- Sister Mary Leo (1895–1989), neuseeländische katholische Nonne, Musik- und Gesangslehrerin
- Sister Nancy (* 1962), jamaikanische Dancehall-Musikerin
- Sister Souljah (* 1964), US-amerikanische Aktivistin und Autorin
- Sister, Amanda (* 1990), südafrikanische Fußballspielerin
- Sister, Julia (* 1936), rumänisch-sowjetisch-israelische Chemikerin und Publizistin
- Sistermann, Chiara (* 2004), deutsche StabhochspringerinChiara Sistermann (* 2004)

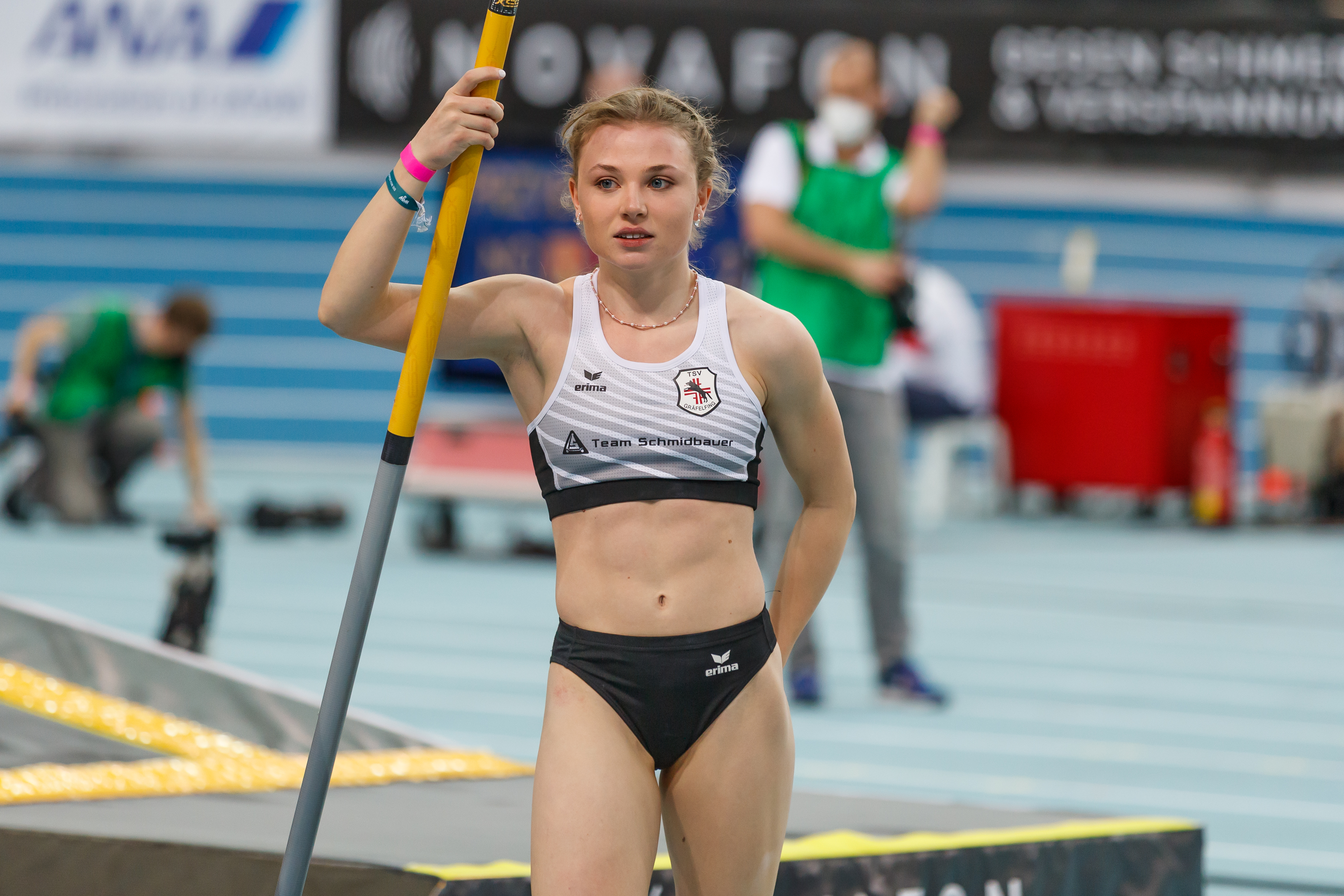
Chiara Sistermann (* 2004)

- Sistermanns, Johannes S. (* 1955), deutscher Komponist und Klangkünstler
- Sisti, Michelan (* 1947), US-amerikanischer Schauspieler und Puppenspieler
- Sisti, Romeo (1902–1971), italienischer Ruderer
- Sistig, Alfred Erich (1909–1980), deutscher Dramaturg, Theaterregisseur und Theaterintendant
- Sistig, Michael (* 1982), deutscher Maler, Grafiker und Bildhauer
- Sisto, Jeremy (* 1974), US-amerikanischer Schauspieler und FilmproduzentJeremy Sisto (* 1974)

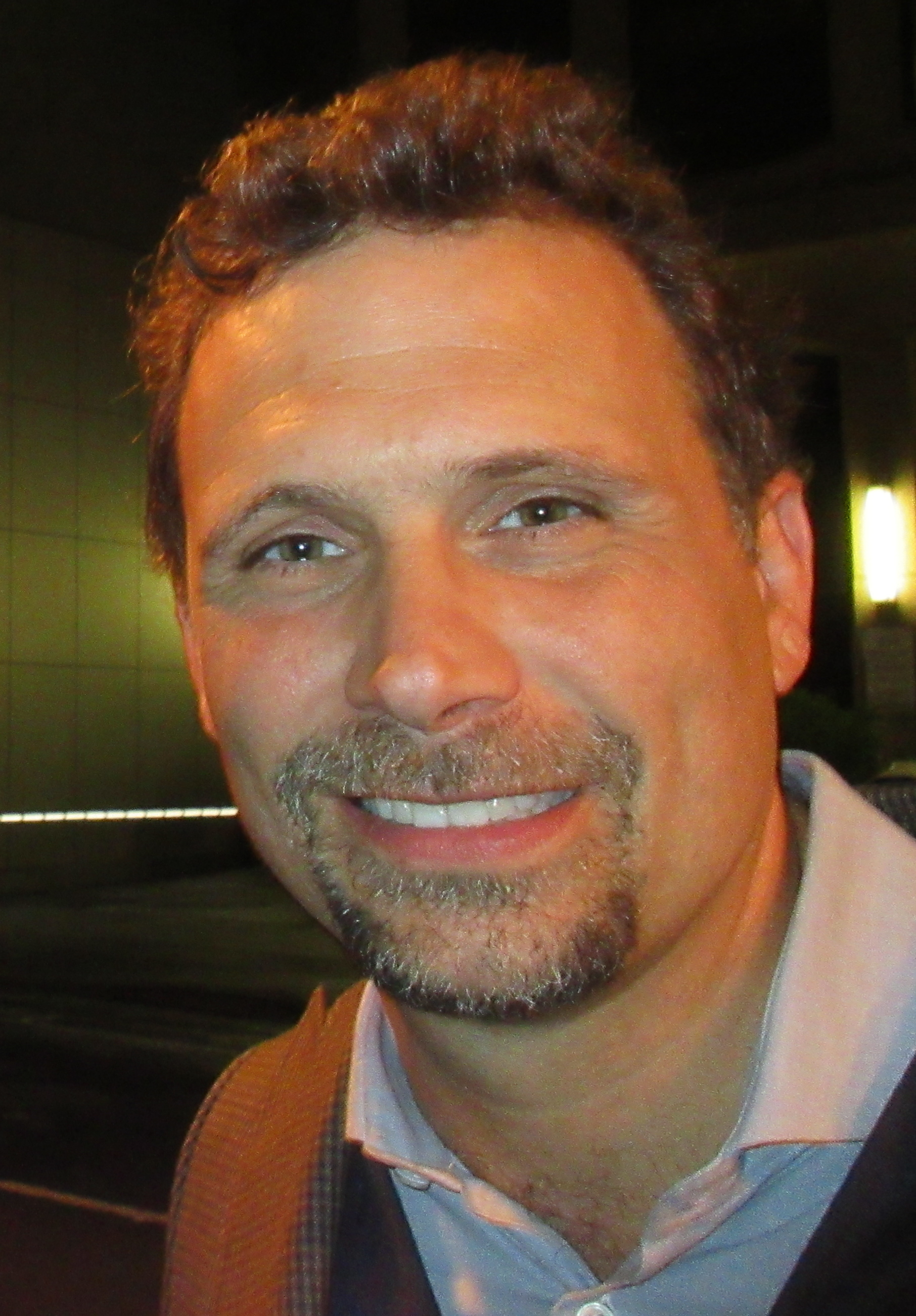
Jeremy Sisto (* 1974)

- Sisto, Meadow (* 1972), US-amerikanische Schauspielerin
- Sisto, Pione (* 1995), sudanesisch-dänischer Fußballspieler
- Sisto, Rocco (* 1953), US-amerikanischer Schauspieler und Synchronsprecher
- Sistonen, Ville, finnischer Squashspieler
- Sistos, Juan Carlos (* 1992), mexikanischer Autorennfahrer
- Sistrom, Joseph (1912–1966), US-amerikanischer Filmproduzent
- Sistrom, William (1884–1972), britischer Filmproduzent

### Sisu
- Sisulu, Albertina (1918–2011), südafrikanische Anti-Apartheid-Aktivistin
- Sisulu, Lindiwe (* 1954), südafrikanische Politikerin
- Sisulu, Sheila (* 1948), südafrikanische Bürgerrechtlerin und UNO-Mitarbeiterin
- Sisulu, Walter (1912–2003), südafrikanischer Politiker und Antiapartheid-Kämpfer

### Sisy
- Sisygambis († 323 v. Chr.), Mutter von Dareios III.
- Sisyphos-Maler, apulischer Vasenmaler